# 비건 유기농 농업
비건 유기농 농업(vegan organic agriculture) 또는 완전채식 농업(veganic agriculture)은 최소한의 동물 투입으로 식품 및 기타 작물을 유기농으로 생산하는 것이다. 비건 유기농 농업은 동물을 사용하지 않는 유기농업의 형태이다.
동물을 사용하지 않는 농업 방법은 혈분, 어류 제품, 골분, 대변 또는 기타 동물 유래 물질과 같은 동물성 제품이나 부산물, 그리고 동물의 착취와 그에 따른 고통 등과 관련된 물질을 사용하지 않는다. 이러한 재료 중 일부는 고기, 우유, 가죽, 모피, 오락, 노동 또는 교제를 생산하기 위해 동물을 사육하는 과정에서 생성되는 축산업의 부산물이다. 그러한 부산물의 판매는 축산에 종사하는 사람들의 비용을 줄이고 이익을 증가시켜 축산 산업을 지원하는 데 도움이 되지만, 이는 대부분의 완전 채식주의자들이 용납할 수 없는 결과이다.
비건 유기농 농법은 유기농법보다 훨씬 덜 일반적이다. 2019년 미국에는 자체 선언한 비건 유기농 농장이 63개, 인증된 유기농 농장이 16,585개였다.

## 같이 보기
- 심층생태주의

## 참고문헌
- Growing Green: Organic Techniques for a Sustainable Future by Jenny Hall and Iain Tolhurst. Vegan Organic Network publishing, 2006, ISBN 0-9552225-0-8. Available in the US from Chelsea Green Publishing, ISBN 978-1-933392-49-3.
- Growing Our Own: A Guide to Vegan Gardening by Kathleen Jannaway. Movement for Compassionate Living publishing, 1987. ASIN B001OQ7G8S.
- Plants for a Future: Edible and Useful Plants for a Healthier World by Ken Fern. Hampshire: Permanent Publications, 1997. ISBN 1-85623-011-2.
- Veganic Gardening- The Alternative System for Healthier Crops by Kenneth Dalziel O'Brien. Thorsons Publishing, 1986, ISBN 0-7225-1208-2.
- Will Bonsall’s Essential Guide to Radical, Self-reliant Gardening: Innovative Techniques for Growing Vegetables, Grains, and Perennial Food Crops with Minimal Fossil Fuel and Animal Inputs by Will Bonsall. Chelsea Green Publishing. 2015. ISBN 1603584420.